# 푸조나무
푸조나무는 삼과의 갈잎큰키나무다. 아시아 온대 지역인 한국·중국·일본·대만, 아시아 열대 지역 중 베트남에 서식한다.